# 祖父 (狂言面)
祖父（おおじ、おじ）は、狂言において用いられる狂言面のひとつ。男性の老人を表現する面であり、時として百歳を超える長寿と設定されることから、深く刻まれたシワや、抜けた歯などが特徴となっており、『枕物狂』、『腰祈』、『老武者』、『財宝』などの演目で使用される。
能楽とは異なり、狂言は通常、直面（ひためん）と呼ばれる面を付けない状態で演じるが、演目によって現生の人間以外の存在を演じる場合や、現生の人間であってもその性格が誇張された人物を演じる場合には、狂言面と称される仮面を用いる。祖父は、乙（乙御前）などとともに、人間を演じる場合に用いられる数少ない狂言面のひとつである。